# Gustaf Thorsander

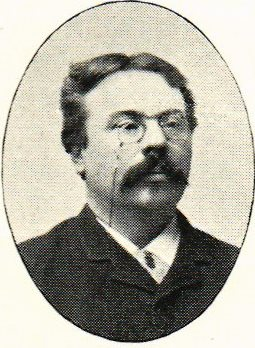
Gustaf Thorsander

Gustaf Olof Thorsander, född 29 december 1844 i Södra Björke socken, Älvsborgs län, död 10 januari 1914 i Skövde, var en svensk författare.
Thorsander, som var son till kontraktsprosten Gustaf Thorsander, studerade 1855–60 vid Skara högre allmänna läroverk. Han var 1861–1863 bruksbokhållare, deltog 1864 som frivillig på danska sidan i dansk-tyska kriget, var därpå egendomsarrendator 1868–1874 och föreståndare för en bränntorvsfabrik 1874–1884 samt ägnade sig sedan åt skriftställarverksamhet. Han innehade sedan 1891 ett tryckeri i Skövde, var 1890–1891 redaktör för "Hernösandsposten" och utgav från 1891 "Vestgöta Korrespondenten Sköfde tidning". 
Förutom några skrifter om bränntorvsberedning och smärre skönlitterära arbeten samt folklivsskildringar utgav Thorsander en rad populärhistoriska arbeten samt en roman med ämne från napoleontiden.

### Skönlitteratur
- Från denna och hinsidan sundet : en knippa minnen från krig och fred. Stockholm: Suneson. 1886. Libris 20797094. http://hdl.handle.net/2077/52307
- I gårdar och byar : en samling folklifsskildringar, historier, minnen och sägner från en gammal kulturbild. Stockholm: Suneson. 1887. Libris 8jjx2zhx6hln5t5g. http://hdl.handle.net/2077/57841
- Ellas friare : skildring ur bondelifvet i Vestergötland på 1850-talet. Sköfde. 1891. Libris 1626940. http://hdl.handle.net/2077/57176
- I yrväder och krutrök : noveller och skildringar. Sköfde: Strokirk. 1893. Libris lv1vfmzkjv1709q4. http://hdl.handle.net/2077/58130
- Fältslaget i Falköpingstrakten den 24 februari 1389 : en liten betraktelse på vers ... Sköfde. 1894. Libris 2559635
- Nordiska toner : dikter och några berättelser. Stockholm: Nordin & Josephson. 1895. Libris 22667663. http://hdl.handle.net/2077/56342
- Euphrosyne : skildring från Bergslagen. Sköfde: Boktryckeribolaget. 1896. Libris gqxlqmptdprzfc36. http://hdl.handle.net/2077/58186
- Under kronprins Carl Johan och general v. Vegesack : roman. Stockholm: Fröléen. 1898. Libris t4mlcr8gr4sc0bpx. http://hdl.handle.net/2077/62267
- Ett ljudeligt hurra! : Vestgöta beväringsvisa på en urgammal melodi, en "trall" som hittills utan ord sjungits af ungdomen i Barne, Kinne, Kinnefjerdings m.fl. härader inom Skaraborgs län. Sköfde. 1901. Libris 3128021
- Vive l'empereur! : roman från napoleonska tidens sista skeden. Stockholm: Fröléen. 1907. Libris 1618296
- Anno 1808 : skildringar. Stockholm: Fröléen. 1908. Libris 1618294

### Varia
- Dagens stora fråga, en Smålands-Göteborgs jernväg : i korthet belyst. Göteborg. 1882. Libris 3128019
- Bränntorfsberedningen, praktiskt framstäld til svenska industriens tjenst. Lund: Gleerup. 1885. Libris 1601087
- Sanka markers odlingsvärde och odlingssätt. Smärre Skrifter afsedda att utdelas vid husdjurspremieringen ; 13. Lund: Gleerup. 1885. Libris 1626350
- Om fleråriga vallars införande med ändring af nuvarande cirkulationsbruk. Stockholm: Suneson. 1886. Libris 1319877
- Dansk-tyska kriget 1864 : historik och kritik. Stockholm: Samson och Wallin. 1889. Libris 1499098
- Dansk-tyska krigen 1848, 1949 och 1850 : efter danska, tyska och svenska källor skildrade. Stockholm: Gernandt. 1900. Libris 1645667
- När kejsarne bestämde Nordens öde : skildringar från krigsåren 1807-1814. Stockholm: Fröléen. 1903. Libris 1728804
- När vi sist voro med : skildringar från 1814. Stockholm: Fröléen. 1904. Libris 1728805
- Bland kosackdolmor och pickelhufvor : tre krigshistoriska skildringar. Stockholm: Fröléen. 1906. Libris 1618295
- Svenskarne i Tyskland 1813 : krigshistoriska skildringar  : mest efter minnestecknares uppgifter. Göteborg. 1912. Libris 422013
- Skaraborgs regemente i Tyskland, Danmark, Belgien och Norge åren 1805-1808 och 1813, 1814. Sköfde: Strokirks bokh. 1913. Libris 1640575